# Шиизам
Шиизам или шиитски ислам (арап. شيعة, ши`а Али — „Алијева странка“) су други по величини огранак ислама. Верници се најчешће зову шиитским муслиманима или шиитима. Шиитски ислам је била друга по величини грана ислама 2009. године, кад су они сачињавали 10–13% светске муслиманске популације. Дванаестници (Ithnā'ashariyyah) су највећа грана шиитског ислама, која по процени из 2012. године обухвата 85% шиита.
По историјском пореклу шиити признају Мухамедовог нећака Алију и његове потомке за једине пуноправне наследнике Мухамедове световне и духовне власти (калифи и имами). Шиити сматрају да је Алија био божански именован као наследник Мухамеда, и као први имам. Шиити такође проширују ову имаматну доктрину на Мухамедову фамилију, ехли-бејт („људе/фамилију куће“), и неке особе међу његовим потомцима, познате као имами, за које се сматра да поседују специјални духовну и политичку надлежност над заједницом, непогрешивост и друге божански рукоположене особине. Мада постоје многе шиитске подсекте, модерни Шиитски ислам се дели у три главне групације: дванаестници, исмаили и зејдити, при чему су први највећа и најутицајнија група међу њима.
Шиитски ислам се првенствено супротставља сунитском исламу, чији поборници верују да Мухамед није именовао наследника и сматрају Ебу Бекра (који је именован калифом путем шуре, тј. консензуса заједнице) валидним калифом.

## Учење
Шиити верују да је Алија директни наследник и вођа свих муслимана после Мухамедове смрти. Сунити верују да је Ебу Бекр, први калиф после Мухамеда легитимно добио вођство над муслиманима. Ова разлика у мишљењу десила се 632. године и тај раскол је оштро поделио ове две муслиманске традиције у многим веровањима и делањима. Тако нпр. шиити, за разлику од сунита, немају строгу забрану ликовног приказивања Божијег посланика Мухамеда.
За разлику од сунита, шиити сматрају Куран за искључиви основ вере. Реч Курана је „вечни израз божанства“, а њена повремена објава везана је за Богом одабране носиоце (имаме). Док је у сунитском исламу основ вере сагласност заједнице с традиционалним узорима, дотле су у ши'и носиоци верског ауторитета имами, у којима се непрестано препорађа светлосно језгро божанске природе. Према ортодоксној шии та се инкарнација (арап: хулул) преноси у породици Мухамедових, односно Алијевих потомака до дванаестог кољена. Сваки је имам духовни вођа свога времена, раван Мухамеду. Ко га не препозна, умире у тами и греху.
Вера у непрекидност божанских инкарнација отвара шира подручја машти и спекулацији него сунитски традиционализам. Зато су у шиитске секте лакше продирали страни културни утицаји, међу којима првенствено индо-ирански мистицизам.

## Молитва
Шиитске и сунитске џамије архитектурно немају неких разлика. Џамија је приликом изградње посвећена шиитима или сунитима, па се верници не мешају у истој џамији. Процес молитве је различит између те две струје ислама.

## Историја
Шиитска доктрина се заснивала на наследницима Хусеина, мученика из Карбеле који је имао сина и унука, од којих ниједан није испунио очекивања и наде Шиа. Много више заинтересован за антиумајадску кампању био је Заид ибн Али, полубрат Мухамеда ал-Бакира. Заид је признавао прву двојицу калифа али је Умајадима оспоравао право да владају. Заид је умро 740. године наше ере, кратко након што је започео своју борбу. Мало после тога, уз шиитску помоћ, породица Хашемите ал-Абаса, Мухамедовог ујака, затражила је калифат. Године 749, наше ере, црне заставе Абасида замениле су беле заставе Умајада у Куфи. Абасиди, који су се сместили у нову престоницу, Багдад, пресекли су своје везе са шиитима који су им помогли да дођу на власт, држећи Алијеве наследнике на оку. Међу овима, најважнији лик у шиитској историји несумњиво је био Џафар ал-Садик (Исправни), који се дистанцирао и од шиита који су му предложили калифат, и од екстремиста који су га уздизали до божанства. Џафар је имао три сина, Абдулаха ал-Афтаха, Исмаила и Мусу ал-Казима. Исмаил је умро (755) пре свог оца (766); Абдулах је умро после неколико месеци.
Шиити линију од Џафара до Мусе (заробљеника абасидског калифа Харуна ал-Рашида у Багдаду) и од Мусе до његових наследника Али ал-Рида (одређеног да буде наследник калифа Ма-муна у знак помирења 817. године), Мухамеда ал-Џавада, Али ал-Хадија и Хасана ал-Аскарија који је умро 873. године без мушког потомка, називају Дванаестницима (они који признају дванаест имама). Смрт једанаестог имама унела је конфузију (ал-хаира) у шиитску заједницу. Дванаестници су објавили да Хасан има сина, Мухамеда, скривеног имама који ће се појавити као Махди и биће Господар света (Сахиб ал-заман). Дванаестнички шиитизам је штитила династија Бујида (945—1055). Највећи теолог имамске традиције био је Мухамед ибн Баоје ал-Куми (918—991).
У шиитским покретима долази до најужег повезивања персијских и индијских културних традиција, на индијској страни код Кабу-а (15. век) и у Баба Нанаковом сикхизму (16. век), а на персијској страни посебно у иницијативи владара Дара Шику (17. век), који је дао на персијски превести Упанишаде у тежњи за верским зближењем. Тај је превод постао основ првог европског превода Упанишада, из којег је Шопенхауер стекао своје прво знање о индијској филозофији.

## Демографија
Дистрибуција глобалне шиитске муслиманске популације по континентима
Процене броја шиита међу муслиманима крећу се од 15 до 20%, зависно до статистике; статистички подаци за шиите се не сматрају сасвим поузданим због политичке и верске дискриминације. Шиити су већина у Ирану, Ираку, Азербејџану и Бахреину. Значајних шиитских мањина има и у Сирији, Пакистану, Индији, Авганистану, Либану, Јемену и осталим земљама Персијског залива.
Према шиитским муслиманима, један од дуготрајних проблема у процени шиитске популације је тај да осим ако шиити сачињавају значајну мањину у муслиманској земљи, целокупно становништво се често наводи као сунити. Супротно, међутим није тачно, што може да допринесе непрецизним проценама величине сваке секте. На пример, 1926. године успон династије Сауд у Арабији довео је до званичне дискриминације против шиита. Процењује се да шиити сачињавају 21–35% муслиманске популације у јужној Азији, иако је укупан број тешко проценити из истог разлога.
Према разним проценама има око 10–20% шиита у муслиманском свету. Претпоставља се да је до 2009. године њихова популација бројала до 200 милиона.
Шиитски муслимани сачињавају 27-35% популације Либана, и по неком проценама од 35% до преко 35-40% популације Јемена, 30%-35% градске популације Кувајта (подаци су доступни само за градску популацију), преко 20% у Турској, 5–20% популације у Пакистану, и 10-19% Авганистанске популације.
Саудијска Арабија је домаћин бројних засебних шиитских заједница, укључујући дванаестороимамце бахрејнце у Источној провинцији и накавиле из Медине, и исмаилске сулејмане и зејдите из Наџрана. Процењује се да шиитских грађана има око 2-4 милиона, што сачињава око 15% локалне популације.
Знатне шиитске заједнице постоје у обалским регионима Западна Суматра и Аћех у Индонезији (погледајте Табуик). Шиитско присуство је занемарљиво другде у југоисточној Азији, где су муслимани предоминантно шафијски сунити.
Значајна шиитска мањина је присутна у Нигерији, која се састоји од преобраћеника модерне ере у шиитски покрет центриран око држава Кано и Сокото. Неколико афричких земаља попут Кеније, Јужне Африке, Сомалије, итд. имају мале мањине становништва из разних шиитских деноминација, који су првенствено потомци имиграната из јужне Азије током колонијалног периода, као што су Која групе..
На Балкану главна група шиита су бекташије који су традиционално познати као једна од најлибералнијих исламских грана. Карактеристични су по томе да уопште не користе џамије као објекте вероисповести, већ много мање текије, не сматрају клањање обавезом у исповедању вере, а многи обичаји су преузети и исламизовани из православног хришћанства.

#### Списак нација чије шиитске популације се могу проценити
Подаци наведени у прве три колоне су базирани на демографској студији из октобра 2009. године коју је спровео Пју истраживачки центар, под насловом Мапирање глобалне муслиманске популације.
| Земља                     | Шиитска популација      | Проценат шиитске муслиманске популације | Проценат глобалне шиитске популације | Минимална процена/тврдња         | Максимална процена/тврдња                         |
| ------------------------- | ----------------------- | --------------------------------------- | ------------------------------------ | -------------------------------- | ------------------------------------------------- |
| Иран                      | 74.000.000 – 78.000.000 | 90–95                                   | 37–40                                |                                  | 78.661.551                                        |
| Пакистан                  | 17.000.000 – 26.000.000 | 10–15                                   | 10-15                                |                                  | 43.250.000 – 57.666.666                           |
| Индија                    | 17.000.000 – 26.000.000 | 10–15                                   | 9–14                                 |                                  | 40.000.000 – 50.000.000.                          |
| Ирак                      | 19.000.000 – 22.000.000 | 65–70                                   | 11–12                                |                                  |                                                   |
| Јемен                     | 8.000.000 – 10.000.000  | 35–40                                   | ~5                                   |                                  |                                                   |
| Турска                    | 7.000.000 – 11.000.000  | 10–15                                   | 4–6                                  |                                  | 22 милиона                                        |
| Азербејџан                | 5.000.000 – 7.000.000   | 65–75                                   | 3-4                                  |                                  | 8,16 милиона, 85% укупне популације               |
| Авганистан                | 3.000.000 – 4.000.000   | 10–15                                   | ~2                                   |                                  | 6,1 милиона, 15–19% тоталне популације            |
| Сирија                    | 3.000.000 – 4.000.000   | 15–20                                   | ~2                                   |                                  |                                                   |
| Саудијска Арабија         | 2.000.000 – 4.000.000   | 10–15                                   | 1-2                                  |                                  |                                                   |
| Nigeriја                  | <4.000.000              | <5                                      | <2                                   |                                  | 22-25 милиона                                     |
| Либан                     | 1.000.000 – 2.000.000   | 45-55                                   | <1                                   |                                  | Процена, нема званичног пописа. 50-55%            |
| Танзанија                 | <2.000.000              | <10                                     | <1                                   |                                  |                                                   |
| Кувајт                    | 500.000 - 700.000       | 20-25                                   | <1                                   |                                  | 30%-35% од 1,2 М муслимана (градско становништво) |
| Немачка                   | 400.000 – 600.000       | 10–15                                   | <1                                   |                                  |                                                   |
| Бахреин                   | 400.000 – 500.000       | 65–70                                   | <1                                   | 100.000 (66% градске популације) | 200.000 (70% градске популације)                  |
| Таџикистан                | ~400.000                | ~7                                      | ~1                                   |                                  |                                                   |
| Уједињени Арапски Емирати | 300.000 – 400.000       | 10                                      | <1                                   |                                  |                                                   |
| Сједињене Државе          | 200.000 – 400.000       | 10–15                                   | <1                                   |                                  |                                                   |
| Оман                      | 100.000 – 300.000       | 5–10                                    | <1                                   |                                  | 948.750                                           |
| Уједињено Краљевство      | 100.000 – 300.000       | 10–15                                   | <1                                   |                                  |                                                   |
| Катар                     | ~100.000                | ~10                                     | <1                                   |                                  |                                                   |